# Аврора (телесериал, 2010)
«Aurora» (Аврора) — оригинальная продукция телекомпании Telemundo. Дебютный показ в США привлёк 1,3 млн зрителей в возрасте 2 — 49, делая сериал одним из наиболее наблюдаемых премьер телеканала когда-либо. Сериал снят на Telemundo Studios Miami в формате высокой чёткости (HD). Главные роли исполняют актёры Сара Мальдонадо, Эухенио Силлер и Хорхе Луис Пила. Премьера в России состоялась 23 августа 2012 года на телеканале Много ТВ. Так же сериал повторно транслировался на 5 региональных каналах страны. 4 августа 2014 года сериал стартовал на федеральном телеканале ТВ-3.

## Синопсис
История начинается в 1990 году с 20-летней танцовщицы по имени Аврора Понсе де Леон. Она учится в Нью-Йоркской школе искусств вместе со своими двумя лучшими подругами, Натальей Суарес и Ванессой Миллер. Однажды вечером после репетиции танца они все идут в бар, где Аврора знакомится с Лоренцо Лобосом, учителем танцев и отцом-одиночкой. Аврора и Лоренцо безумно влюбляются друг в друга. Но Ванесса, которая всегда ревновала Аврору, в ярости, потому что она также состоит в отношениях с Лоренцо. Она испробовала все, чтобы разлучить двух влюбленных, дошла до того, что пригласила Лоренцо на пышную вечеринку по случаю дня рождения, чтобы отпраздновать 20-летие Авроры. Лоренцо совершенно не подозревал, что Аврора богата, Ванесса убедилась, что он видел, как Федерико целует Аврору. Лоренцо потрясен, полагая, что его предали. Аврора бежит за Лоренцо и заявляет о своей любви к нему, но это не работает, и Лоренцо больше не хочет иметь ничего общего с Авророй.
Аврора возвращается домой с разбитым горем, и после ссоры с отцом Густаво ей становится плохо. Густаво отвез ее в клинику, чтобы сделать несколько анализов. Мы обнаруживаем, что Аврора беременна ребенком Лоренцо. Ее отец отказывается говорить Лоренцо правду о беременности и отправляет ее как можно дальше от него.
Проходит несколько месяцев, и Аврора пытается сбежать и вернуться к Лоренцо, но внезапно ей становится плохо, и начинаются роды. У нее родилась дочь, которую назвали Бланка. Аврора тяжело заболевает, на смертном одре звонит Лоренцо и говорит, немного вздохнув: «Я всегда буду любить тебя». Лоренцо слышит ровную линию и весь шум, и Густаво решает заморозить Аврору в криогенной капсуле.
Аврора просыпается через 20 лет и обнаруживает, что Лоренцо женат на Наталье. Бланка не знает, что Аврора - ее мать, потому что ее спасли, а затем вырастили ее настоящие бабушка и дедушка, которые сказали ей, что ее мать была ее сестрой. Аврора играет с ней и держит в секрете ее настоящую личность. Однако после того, как сын Лоренцо Мартин Лобос влюбляется в Аврору, все секреты начинают открываться. Отец, а затем сын оказались в ловушке своих чувств к Авроре.

## Сюжет
Аврора, красивая 20-летняя девушка, которая с первого взгляда влюбляется в танцора Лоренсо. Узнав о беременности дочери, её родители препятствуют отношениям с юношей, который уверен, что Аврора предала его, и, не зная о существовании ребёнка, он рвёт с ней роман. Спустя несколько месяцев после рождения дочери, Аврора узнаёт о своей страшной болезни, от которой не найдено лекарства. Её отец, известный врач, которому удалось стать знаменитым благодаря передовым исследованиям в области крионики, принимает решение применить технологию на собственной дочери. После клинической смерти, посредством сложного процесса, он успевает заморозить свою дочь, в надежде однажды найти способ вылечить и не потерять её навсегда. Аврора проводит в криогенной капсуле долгие 20 лет, после чего её реанимирует и она просыпается от долгого сна. Аврора, которой теперь уже 40 лет, выглядит, так же как и в момент заморозки. Для неё всё это буквально было «вчера», и она не знает, что произошло на самом деле за всё это время. Всё изменилось, единственное, что осталось прежним — это она сама. Её лучшая подруга Наталья, сейчас замужем за любовью всей её жизни, а также, её дочь Бланка, которая не знает о её существовании, физически выглядит как её мать. Мартин — живое отражение своего отца, которого помнила Аврора. Для неё любовь открыла дверь дважды, но возможно ли начать новую жизнь и забыть любовь из прошлого, с любовью из настоящего?…

### Первая часть сериала
История начинается в 1990 году в Нью-Йорке, с жизни 19-летней танцовщицы по имени Аврора Понсе де Леон (Сара Мальдонадо). Она учится в Нью-Йоркской школе искусств с двумя своими лучшими подругами, Натальей Суарес (Талина Дуклауд) и Ванессой Миллер (Ванесса Посе). Однажды вечером после репетиции танцев, они все идут в бар, где Аврора встречает Лоренсо Лобоса (Эухенио Силлер), преподавателя танцев и отца-одиночку. Аврора и Лоренсо влюбляются с первого взгляда. Ванесса, которая всегда завидовала Авроре, на этот раз обозлилась на подругу из-за собственной любви к Лоренсо. Она испробовала всё, чтобы разлучить пару, включая историю с приглашением Лоренсо на двадцатый день рождения Авроры (Лоренсо не знал, что Аврора была богата), где он видит как Федерико Альварес де Толедо (бывший жених Авроры) насильно целует Аврору. Лоренсо уходит прочь, полагая, что он был предан. Аврора отправляется к Лоренсо и заявляет о своей любви к нему. Но Лоренсо не хочет больше ничего знать об Авроре. Аврора возвращается домой с разбитым сердцем и после ссоры с отцом, Густаво (Браулио Кастильо), она падает в обморок. Густаво забирает её в свою криогенную клинику для проведения обследования. Он узнаёт, что Аврора беременна от Лоренсо. Её отец отказывается рассказать Лоренсо о беременности и отправляет её так далеко от него, насколько это возможно. Проходит несколько месяцев, и Аврора пытается сбежать чтобы найти Лоренсо, но убегая от телохранителей она падает и у нёе начинаются преждевременные роды. Она рожает девочку, которой даёт имя Бланка. Сердце Авроры начинает угасать. С каждым днём Авроре становится очень плохо и на смертном одре, она звонит Лоренсо, и говорит ему на последнем дыхании: «Я всегда буду любить тебя». Лоренсо слышит однотонный звук медицинского аппарата, плач ребёнка и крики матери Авроры. Густаво решает заморозить Аврору в криогенной капсуле. Проходит двадцать лет. Лоренсо (теперь уже его играет Хорхе Луис Пила) женился на Наталье (в исполнении Сандры Дестенаве) пятнадцать лет назад. Вместе с сыном Лоренсо, Мартином (Эухенио Силлер), и дочерью Натальи, Ниной (Талина Дуклауд), они взяли приёмного сына, Цезаря (Пабло Асар). Лоренсо живёт счастливо с женой и детьми, но Аврора все эти годы жила в его сердце. Густаво решает реанимировать Аврору без разрешения медицинской комиссии в его клинике. Когда она просыпается, она встречает Мартина, который выглядит в точности как Лоренсо двадцать лет назад. Мартин мгновенно влюбляется в Аврору. Аврора просит старого водителя семьи помочь ей сбежать из клиники, чтобы увидеть свою настоящую любовь, Лоренсо, но в итоге она узнаёт, что он теперь женат на её лучшей подруге детства. Позже, Лоренсо намеревается посетить Аврору в клинике. Находясь в зале с капсулами, Лоренсо и Аврора сталкиваются у двери. Он бежит за ней, но теряет её. Бланка (Лисетт Морелос), дочь Авроры и Лоренсо, была воспитана родителями своей матери веря в то что она сестра Авроры. Инес и Густаво вновь обманывают Бланку, говоря что объявилась девушка — дочь Авроры, которую также зовут Авророй. Мартин рассказывает отцу то же самое. Оба они недоумевают, как мать и дочь выглядят настолько идентично, не зная что на самом деле это один и тот же человек. Аврора возвращается домой с родителями. Она встречается с Бланкой, в надежде что это изменит её жизнь. Спустя какое-то время Аврора берет на себя два тождества, её истинное «я» — Аврора Понсе де Леон, и Аврора Альварес де Толедо (по прозвищу Аврорита), дочь якобы Федерико Альвареса де Толедо (Исмаэль ла Роса). Лоренсо считает, что Аврорита может быть его дочерью, но она доказывает что это не так, соблазнив его. Аврора вынуждена рассказать Лоренсо что Бланка его дочь, после того как Бланка начинает развивать чувства к Мартину, её сводному брату. Аврора поддаётся гипнозу и манипуляции со стороны Элисабет (Моника Франко), её мачехи, и начинает отношения с Мартином как Аврорита. Разрываясь между двумя жизнями, она имеет отношения как с Лоренсо, так и с Мартином. Это плохо сказывается на её психическом здоровье и она начинает верить, что она на самом деле Аврорита. В конце концов, Аврора признается всем, кроме Мартина, что есть только одна Аврора. Лоренсо говорит Мартину, что Аврорита умерла, но Ванесса Миллер (теперь уже в исполнении Айлин Мухики) говорит Мартину правду. Мартин в ярости, что ему лгали люди, которых он любил больше всего, и заявляет, что он не хочет иметь ничего общего с Авророй. Лоренсо и Аврора решают жить вместе с Бланкой, чтобы стать семьёй, но решают, что лучше не иметь отношений, поскольку они не хотят обидеть Мартина.

### Вторая часть сериала
Проходит один год. Аврора и Лоренсо по прежнему поддерживают платонические отношения. Аврора и Лоренсо принимают решение усыновить брошенного ребёнка по имени Томми. Аврора отчаянно хочет быть счастливой с любовью своей жизни, но не хочет перепалок между отцом и сыном, или по крайней мере до тех пор пока Мартин не простит её. Мартин всё ещё горюет и практически не имел никаких контактов с семьёй за прошедший год. Чтобы облегчить боль, он обзавёлся лёгкими отношениями с женщиной по имени Диана дель Валье (играет Сулейка Ривера). Но в конечном итоге Мартин решает посвятить большую часть своего времени на поиски лекарства для дочери Ванессы, Вики (Ванесса Посе), которая была заморожена после того, как её отравила Элизабет. Установлено, что Сесар, который, как полагали, был убит год назад Каталиной Перес-Куинтаной (играет Зулли Монтеро), матерью Ванессы, на самом деле жив. Мартин соглашается помочь Вики в обмен на жизнь Сесара (Сесар убил мужа Каталины в целях самообороны). Мартин и Аврора случайно встречаются, где он рассказывает ей, что он не любит её больше, и что хотя он не может простить её, он хочет, чтобы она и Лоренсо были вместе, чтобы его любимый отец стал наконец счастливым. Аврора и Лоренсо, наконец, воссоединились и решают пожениться. В то же время Мартин находит лекарство для Вики. Чтобы доказать что оно работает, Каталина предлагает Мартину отравиться, а затем принять лекарство. Равнодушный к возможности умереть, Мартин соглашается. Федерико прерывает свадьбу Лоренсо и Авроры объявив что Мартин умирает. Аврора опустошена и убегает, считая, что она несёт ответственность, не зная что Мартин всё ещё жив. После воссоединения, Аврора говорит Лоренсо, что она не может больше быть с ним из-за всего плохого, что произошло. Сесар узнаёт что Бланка и Ванесса ждут от него детей. Страдающий Лоренсо соглашается остаться в стороне от Авроры.
Мартину удаётся реанимировать Вики. Вики просыпается без памяти и влюбляется в Мартина. Тем временем, Вики получает роль Авроры в одноимённом спектакле Лоренсо и Эрнесто по жизни Авроры Понсе де Леон. Аврора обнаруживает, что из-за влияния криогеники, она медленно умирает. Аврора решает, что она должна воспользоваться оставшейся жизнью и воссоединяется с Лоренсо, не сказав ему о своей болезни. Биологическая мать Мартина, Вероника (Лесли Стюарт), отравленная Элисабет, на смертном одре рассказывает шокирующую тайну Мартину: Лоренсо не является его отцом. У неё был кратковременный роман с братом-близнецом Лоренсо, Себастьяном, который на самом деле является биологическим отцом Мартина. Позже, Мартин потрясён, обнаружив, что Лоренсо был подозреваемым в убийстве Себастьяна. Когда Мартин говорит Лоренсо истину, он отказывается верить, что Мартин не является его сыном. Лоренсо признаёт, что он был последним человеком который был с Себастьяном, но он его не убивал.
Мартин узнав правду успокаивается, понимая что они не отец и сын, влюблённые в одну женщину. На протяжении всего времени, Мартин и Вики стали очень близки. Хотя Мартин старался обходить стороной эту тему, он говорит Вики, что никогда не полюбит снова, потому что он всегда будет влюблён в Аврору. Мартин узнаёт, что его дед по материнской линии оставил ему большое наследство, которое он сможет получить будучи женатым. Он изначально не заинтересован в деньгах, пока Густаво не говорит ему что может потерять клинику. Мартин соглашается на этот шаг, чтобы получить своё наследство для спасения клиники, поскольку клиника необходима для лечения болезни Авроры, которая также может повлиять на Вики. Он предлагает Диане, которая искренне любит его, фиктивный брак на время. Вики опустошена, но успокаивается, когда выясняется, что Мартин не может получить своё наследство, если он женится на разведённой женщине как Диана. Мартин нехотя соглашается жениться на Вики. После свадьбы, Мартин понимает, что он действительно хочет быть с Вики и заявляет о своей любви к ней.

### Третья часть сериала
Эрнесто (лучший друг Лоренсо) и Диана объединяются, чтобы разлучить Вики и Мартина. Аврора узнаёт, что беременна от Лоренсо. Спустя время, на свет появляется девочка, которой дают имя матери — Аврора. В день, когда проходила премьера спектакля, все собрались чтобы увидеть жизнь Авроры на сцене, в то время как Аврора, обеспокоенная состоянием своей дочери немедленно выезжает в клинику отца. По пути её преследуют папарацци, которые не прекращают съёмки. Спасаясь, Аврора не справляется с управлением и врезается в другой автомобиль. На смертном одре она просит исполнить свою последнее желание — отдать её сердце, которое она так долго лечила, другому человеку. Она говорит Лоренсо, что пошлёт ему знак (внезапный дождь). Позже она умирает, и Анхела (успешный адвокат, которая была очень больна и нуждалась в пересадке сердца) получает её сердце. Нина (дочь Натальи) подвергается изнасилованию. Сесар и Кристиан (крёстный сын Каталины, который имеет сексуальные отношения с Ниной) принимают решение отомстить этим людям. В отместку, группа насильников врывается в дом Нины, где находят ее и Наталью (мама Нины), и насилуют её. Возмущённый, Лоренсо ищет план чтобы поймать их, но в попытке добраться до последнего парня из группы, происходит несчастный случай и парень падает с крыши.
Лоренсо арестовывают и обвиняют в убийстве. Анхела решает взять его дело, как способ отблагодарить его за сердце Авроры, хотя Лоренсо не знает имя персоны которому было передано сердце. Когда Анхела и Лоренсо встречаются, начинается внезапный дождь, как и говорила Аврора. Анхела вытаскивает Лоренсо из тюрьмы, и влюбляется в него, несмотря на то, что Лоренсо изначально даёт ей понять что между ними не может ничего быть. Они решают стать партнерами по бизнесу и покупают ресторан. В это время Эрнесто и Диана пытаются давить на Вики, но попадают под арест из-за того что поставили жизнь Вики в опасность. Эрнесто сбегает из тюрьмы и похищает Вики. Когда он понимает, что он должен отпустить её, он сжигает её щеки серной кислотой и убегает. Мартин находит её и увозит домой. Когда Мартин обнаруживает место где скрывается Эрнесто, он решает отомстить. В борьбе, Мартин сжигает лицо Эрнесто серной кислотой. Прибывает полиция и арестовывает Эрнесто. Вики обнаруживает что беременна. Элисабет помогает Вики восстановить лицо с помощью пластической операции.
Спустя несколько месяцев, Эрнесто снова сбегает из тюрьмы, и похищает Вики вместе с её ребёнком. Он отправляет всем видеозапись, на котором удачно показывает фальшивую смерть Вики и её ребёнка. Лоренсо и близкие Вики отправляются в логово Эрнесто, где он в попытке спастись убивает Элисабет. Каталина убивает Эрнесто, сделав 3 выстрела. Мартин, не зная, что Вики и их ребёнок живы, разбитый горем оставляет прощальное письмо, и кончает жизнь самоубийством, отравившись ядом. Его помещают в криогенную капсулу на несколько месяцев. Спустя несколько месяцев Густаво вызывает отца Мартина, который осведомляет его, что может вылечить его сына. Вики в положении приходит к Мартину, который находится в капсуле, и говорит что тоже будет участвовать на операции. В ходе операции у нее начинаются роды, спустя какой-то время она рожает девочку, и заканчивается это тем, что дочку в палату приносит ее муж  - Мартин. Спустя время Лоренсо, узнав о том что в груди у Анхелы бьётся сердце Авроры принимает решение расстаться с ней. На спектакле, в котором играет Вики, Анхеле становится плохо, и Лоренсо увозит её в больницу. Выйдя на улицу, он молит о том, чтобы Аврора дала ему знак, и начинается дождь…
Проходит несколько лет. Счастливые Лоренсо и Анхела вместе со всеми празднуют день рождения Аврориты (5-летие), дочери Авроры и Лоренсо. Финальной сценой сериала становится фрагмент, на котором Аврорита задувая свечи загадывает желание стать спящей красавицей, как и её мать.

## Проблемы производства

### Претензия зрителей
По происшествии 30 серий, зрители стали жаловаться на безумный поворот сюжета, по которому Аврора имела интимные отношения с обоими главными героями — отцом и сыном. Telemundo учли критику, и приняли решение предоставить зрителям возможность выбрать, с кем же останется Аврора. Вместо очередной серии, канал показал прямую трансляцию с участием актёров, на которой решалась судьба главных героев. Зрители приняли решение, что главная героиня должна остаться со своей первой любовью — Лоренсо. В сценарий внесли изменения, по которому двойную связь Авроры оправдали принудительным гипнозом со стороны Элисабет.

### Смерть главной героини
По завершении съёмок ~80 серий, в СМИ появилась информация о том, что исполнительницу главной роли, Сару Мальдонадо, собираются уволить из компании из-за её проблем с алкоголем, тем самым повергнув поклонников в шок. Менеджмент компании подтвердил, что актриса выходит из актёрского состава сериала, но не по причинам, которые были упомянуты СМИ, а из-за того что была необходимость отправится в Колумбию для пересъёмок материала к сериалу «Королева Юга», шедшему в то время в эфире, в котором Сара играла одну и со-протагонистических ролей. Сара закончила съёмки в сериале 26 марта 2011 года, написав в своём Твиттере, что «Аврора была персонажем, которого я играла от всей души и с любовью для вас, благодаря чему я получила незабываемый жизненный опыт и кучу воспоминаний, спасибо…». По сценарию, Аврора обнаруживает что её новорождённая дочь в плохом состоянии, и немедленно выезжает в клинику. По пути её преследуют папарацци, и спасаясь от них она попадает в автокатастрофу. На смертном одре, она выражает желание чтобы её сердце билось в другом человеке, и говорит, что даст Лоренсо знак, после чего погибает. В последующих сериях актриса исчезает из титров. В надежде не растерять аудиторию, канал приглашает для завершения сериала актрису Соню Смит, с которой Хорхе Луис Пила был востребованной у публики парой в одном из успешных сериалов компании «Без вести пропавшая». Персонажу Сони, с которой в итоге останется главный герой, пересаживают сердце Авроры. Многие зрители критически отнеслись к такому повороту сюжета, аргументируя это тем, что изначальной идеей сериала была любовь, для которой нет времени и пространства.

## Отзывы и награды
Сериал получил смешанные отзывы зрителей. Так например его критиковали за огромное количество несостыковок и лжи, которую провоцировала главная героиня на протяжении первой части сериала. Много критики сошло на исполнительницу главной роли — Сару Мальдонадо, которую обвиняли в фальшивой и безэмоциональной игре. В то же время сериал приветствовали за его смелую неординарность, динамику и фантастическую постановку, а также за музыкализацию и главную музыкальную тему в исполнении Эухенио Силлера. В 2012 году за роль Ванессы Миллер, актриса Айлин Мухика получила премию «Tu Mundo» в категории «Лучшая злодейка». «Аврора» была номинирована в категории «Сериал года» на премию «Premios Novelas» в 2010 году. Пользователи крупного русскоязычного сообщества «Mundo Latino» дали сериалу 77 процентов из 100.

## Роли
В порядке значимости
| Актёр                   | Персонаж                                                         | Значение персонажа |
| ----------------------- | ---------------------------------------------------------------- | --- |
| Сара Мальдонадо         | Аврора Понсе Де Леон                                             | Главная героиня, жена Лоренцо, просыпается после заморозки через 20 лет.Выдавала себя также за Аврориту Альварес де Толедо, несуществующую дочь Авроры и Федерико. Умерла после рождении второй дочери (Погибает в автокатастрофе).Дочка Инес и Густаво Понсе Де Леон. Мать Бланки и Аврориты. |
| Эухенио Силлер          | Мартин Лобос / Лоренцо Лобос(молодой) / Себастьян Лобос(молодой) | Главный герой, сын Лоренцо, муж Вики. |
| Хорхе Луис Пила         | Лоренцо Лобос                                                    | Отец Мартина, муж Авроры, бывший муж Наталии, после смерти Авроры женится на Анхелике. |
| Лизетт Морелос          | Бланка Понсе Де Леон                                             | Дочь Авроры и Лоренцо, жена Цезаря Лобоса. У них с Цезарем близнецы. |
| Айлин Мухика            | Ванесса Миллер                                                   | «Подруга» Авроры, злодейка, любовница Цезаря Лобоса, позже жена Федерико.Была влюблена в Лоренцо.Женится на Федерико и имеет ребенка от Цезаря. |
| Пабло Асар              | Цезарь Лобос                                                     | Приемный сын Лоренцо и Натальи. Биологический сын Элисабет. Муж Бланки. |
| Браулио Кастильо мл.    | Густаво Понсе Де Леон                                            | Отец Авроры, бывший муж Инес и Элизабет. Муж Наталии. |
| Исмаэль ла Роса         | Федерико Альварес де Толедо                                      | Друг и одновременно недруг семьи Понсе де Леон. Когда-то мечтал жениться на Авроре, но в конце концов женился на Ванессе Миллер. |
| Карен Сентиес           | Инес Понсе де Леон                                               | Мать Авроры, бывшая жена Густаво, жена Роки. |
| Сандра Дестенаве        | Наталья Суарес                                                   | Подруга Ванессы и Авроры, бывшая жена Лоренцо, позже жена Густаво Понсе де Леон. |
| Мельвин Кабрера         | Эрнесто                                                          | Лучший друг Лоренцо, отец Нины, поклонник Вики (впоследствии маньяк), убил брата-близнеца Лоренца. |
| Ванесса Посе            | Виктория (Вики) Хаттон / Ванесса Миллер (молодая)                | Дочь Ванессы. Была отравлена злодейкой Элизабет. Жена Мартина Лобоса. |
| Тали Дюкло              | Нина Суарес Лобос / Наталья Суарес (молодая)                     | Дочь Натальи и Эрнесто, бывшая любовница Федерико. Долгое время была влюблена в Мартина Лобоса. Жена Кристиана. |
| Моника Франко           | Элизабет                                                         | Ассистентка и вторая жена Густаво; Убила мужа Ванессы, а также доктора Лилиан, Вики, Веронику (мать Мартина) и многих других. Является биологической матерью Цезаря Лобоса. Мечтала о великой карьере, но была позже убита маньяком Эрнесто.                                                   |
| Рубен Моралес           | Роки                                                             | Шофер Авроры, позже муж Инес Понсе де Леон. |
| Мигель Аугусто Родригес | Доктор Вильямс                                                   | Влюблен в Густаво Понсе Де Лион. Участвовал в разморозке Авроры |
| Карла Родригес          | Доктор Лилиана                                                   | Была ассистенткой Густаво Понсе Де Лион. Убита злодейкой Элизабет |